# Aloysia chamaedryfolia
Aloysia chamaedryfolia là một loài thực vật có hoa trong họ Cỏ roi ngựa. Loài này được Cham. mô tả khoa học đầu tiên năm 1832.